# Oncideres ulcerosa
Oncideres ulcerosa es una especie de escarabajo longicornio de la subfamilia Lamiinae. Fue descrita científicamente por Germar en 1823.
Se distribuye por Bolivia, Brasil y Paraguay. Posee una longitud corporal de 13-26,5 milímetros. El período de vuelo de esta especie ocurre en los meses de enero, febrero, marzo, abril, agosto, septiembre, octubre, noviembre y diciembre.
Oncideres ulcerosa se alimenta de plantas y arbustos de las familias Anacardiaceae, Aquifoliaceae, Euphorbiaceae, Lauraceae y de la subfamilia Caesalpinioideae, entre otras.